# Boguszów-Gorce Towarowy
Boguszów-Gorce Towarowy − dawna towarowa stacja kolejowa w Boguszowie-Gorcach, w dzielnicy Kuźnice Świdnickie, w Polsce, w województwie dolnośląskim, w powiecie wałbrzyskim.